# ブレンダ (小惑星)
ブレンダ(1609 Brenda)は、小惑星帯中央領域を公転する岩石質の小惑星で、直径は約28 kmである。1951年7月10日に南アフリカの天文学者アーネスト・ジョンソンがユニオン天文台で発見し、発見者の孫娘ブレンダの名前に因んで命名した。

## 軌道と分類
このS型小惑星は、小惑星帯中央領域で太陽から1.9-3.2 AUの軌道を4年2か月（1518日）かけて公転している。軌道離心率は0.25、黄道に対する軌道傾斜角は19°である。ブレンダは、1925年にシメイズ天文台で1925 EAとして初めて識別された。観測弧は、公式な発見よりも17年遡って、やはりシメイズ天文台で193 JBとして識別された時に遡る。

## 物理的性質
アメリカ合衆国の天文学者リチャード・ビンゼルは、1984年6月にブレンダの光度曲線を初めて得た。これにより、自転周期19.46時間で光度が0.16等級変化するという結果を得た。2006年6月、フランスのアマチュア天文学者ルネ・ロイによる測光観測により、自転周期23±1、光度変化0.26等級と示された。
IRAS、あかり、またアメリカ航空宇宙局の広視野赤外線探査機後継のNEOWISEの観測によると、ブレンダの直径は、26.27km及び29.64km、表面アルベドは0.115及び0.133であった。Collaborative Asteroid Lightcurve Link(CALL)では、アルベドを0.1078、直径を29.59km、絶対等級を10.68としている。

## 命名
この小惑星は、発見者の孫娘ブレンダの名前に因んで命名された。公式の命名は、1976年2月20日の小惑星センターの回報で公表された。アーネスト・ジョンソンは、周期彗星の1つジョンソン彗星を発見したことで知られている。